# Лакс, Генриетта
Генриетта Лакс (англ. Henrietta Lacks; 1 августа 1920, Роанок, Виргиния, США — 4 октября 1951, Балтимор, Мэриленд, США) — афроамериканка, умершая от рака и ставшая невольным источником биоматериала, на основании которого создана линия широко использующихся в научных целях «бессмертных» клеток HeLa.

## Биография
Генриетта Лакс родилась в семье Элизы (1886—1924) и Джона Рэнделла Плезант (1881—1969) под именем Лоретты. Обстоятельства, при которых она сменила имя на Генриетту, остались неизвестными. Её мать скончалась при родах во время десятой беременности, и отец, осознав, что не может содержать семью, переехал в Кловер (Вирджиния), где приютил детей в семьи родственников. Генриетта проживала в доме своего деда Томми Лакса.
10 апреля 1941 года Генриетта вышла замуж за своего двоюродного брата Дэвида Лакса (1915—2002), который тоже жил в доме её деда с тех самых пор, как она туда переехала. Причём свадьба состоялась уже после появления первых двух детей, старший из которых родился, когда Генриетте было 14 лет. В конце 1941 года супруги переехали в Мэриленд. Всего у четы было пятеро детей: Лоренс (р. 1935), Элси (1939—1955), Дэвид (р. 1947), Дебора (1949—2009) и Джозеф (р. 1950), который позже изменил имя на Закария Бари Абдул Рахман. Через 4 месяца после родов последнего ребёнка Генриетта стала обнаруживать странные выделения на своём нижнем белье и 1 февраля 1951 обратилась в Госпиталь Джонса Хопкинса. Ей поставили диагноз — рак шейки матки, и восемь месяцев спустя, несмотря на хирургическое вмешательство и радиотерапию, в возрасте 31 года она скончалась.

## Клетки HeLa
Во время пребывания Генриетты в госпитале её лечащий врач отправил клетки её опухоли (биоптат) на анализ начальнику лаборатории исследования клеток тканей госпиталя Джорджу Гаю. Оказалось, что клетки, названные по акрониму имени и фамилии Henrietta Lacks — HeLa, обладают рядом уникальных способностей. Они размножались вдвое быстрее клеток из нормальных тканей, и у них отключилась программа подавления роста после определенного количества делений — они стали бессмертными.
Такая клеточная линия произвела фурор в мире медицины и биологии, особенно после того, как оказалось, что клетки способны даже пережить пересылку по почте, чем Гай активно занялся. Отныне у учёных появилась первая в мире стабильная и даже вечная клеточная линия, адекватно имитирующая сущность человеческого организма. Теперь можно было проводить опыты и эксперименты на однородной клеточной линии, что позволило считать их результаты достоверными и воспроизводимыми в других лабораториях, причём клетки не погибали до окончания эксперимента, что часто происходило с другими клеточными линиями.
Клетки HeLa использовались при разработке множества лекарств, в том числе вакцины от полиомиелита. Клетки летали в космос (впервые — в декабре 1960 года). На них исследуют рак, СПИД, воздействие радиации и токсичных веществ, и другое.
По совпадению, Джордж Гай объявил о начале новой эпохи в медицинских исследованиях в тот же день, когда умерла Генриетта.

## Источник клеток
Джордж Гай долгое время оставался единственным, знавшим происхождение клеток, но полагал, что вопросы конфиденциальности не позволяют ему раскрыть имя пациента. Таким образом, семья Лакс не знала, что именно клетки Генриетты совершили революцию в медицине. В 1970 году Джордж Гай скончался.
К этому времени возникла проблема: из-за несовершенных в то время стандартов стерильности и техники работы с клеточными культурами оказалось, что множество других клеточных культур из других типов тканей, в том числе клетки молочных желез и предстательной железы, оказалось загрязнено более агрессивными и живучими клетками HeLa, которые, как оказалось, способны к перемещению в воздухе с частицами пыли или на недостаточно вымытых руках. В надежде решить проблемы путём генотипирования одна из групп учёных нашла родственников Генриетты и попросила дать им образцы ДНК, чтобы составить карту генов. Тогда и стало известно имя донора.
Встал вопрос о компенсации за использование клеток HeLa без согласия донора, но все запросы остались неудовлетворёнными: ответчиков уже нет в живых.
Генриетта Лакс была похоронена без надгробия на семейном кладбище в округе Галифакс (штат Виргиния). Её точное место захоронения неизвестно, хотя семья полагает, что она похоронена в ногах могилы своей матери. В 2010 году доктор Роланд Патилло поставил на могиле надгробие в форме книги.